# コルシカ島の祈り

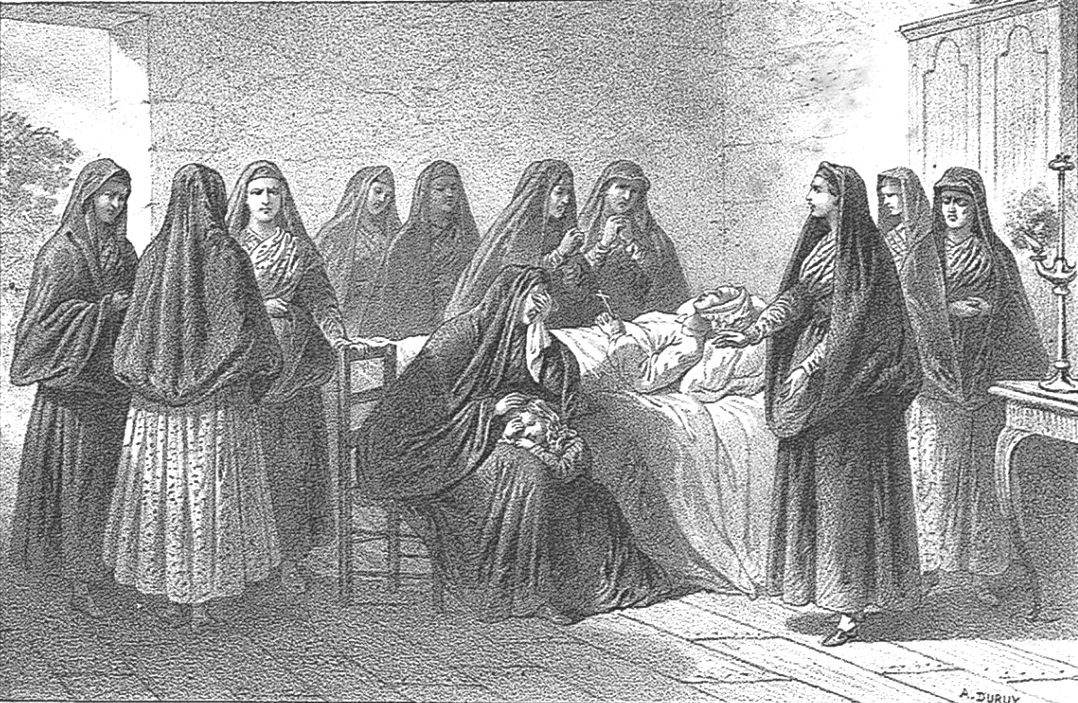
ヴォチェロの情景。Prete Galletti作

コルシカ島の祈り（英語: Corsican Litany）は、ヴァーツラフ・ネリベルの作曲した吹奏楽曲。

## 概要
世界の多くの地域と同様、コルシカ島でも葬送の場で悲しみを表すための歌が存在していた。この作品は、そのような場で歌われたヴォチェロ（イタリア語: vocero。コルシカ語ではvoceru）と呼ばれる哀歌を題材とし、1775年にマテユ（mateju）という名の医者のために歌われたヴォチェロを取り上げている。原曲が生まれてから200年後にあたる1975年に作曲され、1976年に出版された。

## 楽器編成
| 木管 | 木管                              | 金管  | 金管 | 弦・打 | 弦・打                                                                               |
| ---- | --------------------------------- | ----- | ---- | ------ | ------------------------------------------------------------------------------------ |
| Fl.  | 2, Picc.                          | Crnt. | 3    | Cb.    |                                                                                      |
| Ob.  | 1                                 | Hr.   | 4    | Timp.  | 1                                                                                    |
| Fg.  | 2                                 | Tbn.  | 3    | 他     | チューブラーベル、ゴング、シンバル、トムトム、スネアドラム、テナードラム、バスドラム |
| Cl.  | 3, E♭, Alto, Bass, C-Alto, C-Bass | Bar.  | 1    | 他     | チューブラーベル、ゴング、シンバル、トムトム、スネアドラム、テナードラム、バスドラム |
| Sax. | Alt. 2 Ten. 1 Bar. 1              | Tub.  | 1    | 他     | チューブラーベル、ゴング、シンバル、トムトム、スネアドラム、テナードラム、バスドラム |

## 楽曲
ト短調、エスプレッシーヴォ、3/4拍子。演奏時間は7分程度。鐘（チューブラーベル）の音に導かれてクラリネット群が陰鬱な旋律を奏して始まり、低音楽器の動機がそれに応える。この組み合わせが何度も繰り返され、打楽器のリズムを挟み、音域を広げながら音量を増していく。
クレッシェンドの頂点においてアレグロ・マルカート、4/4拍子に転じ、低音の動機が前面に出る。それが静まると再びクラリネット族の合奏から盛り上がり、打楽器とコルネットのファンファーレが「復讐の誓い」を象徴するクライマックスを築く。